# شن‌نونگ

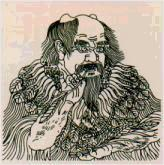
شن‌نونگ

شن‌نونگ (چینی رایج: 神農، چینی ساده: 神农، پین یین: Shénnóng)، امپراتور یان (炎帝) یا امپراتور پنج دانه (پین یین: Wǔgǔ xiāndì)، امپراتور افسانه‌ای چین و قهرمان فرهنگی این کشور در اسطوره‌های چینی است. چنین پنداشته می‌شود که پنج هزار سال پیش می‌زیسته و به چینیان باستان کشاورزی را آموخته است، بر این پایه نام وی معنای کشاورز خدایی را می‌دهد. جز اینکه او به چینیان باستان کشاورزی را آموخته، وی بدانها کشت غلات را برای خوردن و پرهیز از کشتن جانوران را به چینیان پند داده است.
گفته می‌شود که صدها گیاه را چشید تا به ویژگیهای داروییشان پی ببرد. همچنین انگاشته می‌شود که او نویسنده نسک داروی کشاورز خدایی (Shen-nung pen ts'ao ching) نخستین دارونامه ثبت شده چینی می‌باشد. این نوشته در بر دارنده سیصدوشصت و پنج ویژگی دارویی به دست آمده از کانی‌ها، گیاهان و جانوران می‌باشد.
همچنین چای که پادزهر نزدیک به هفتاد گونه غله می‌باشد از یافته‌های او دانسته می‌شود. این رویدا برپایه افسانه‌های چینی در ۲۷۳۷ (پیش از میلاد) رخ داده است.
او را به نام پدر پزشکی چین می‌ستایند. همچنین وی را شناساننده طب سوزنی می‌دانند.
چینیان هان و ویتنامی‌ها او را نیای خود می‌دانند. او را در میان امپراتوران افسانه‌ای چین از برای خدمتش به مردمان چون خدا می‌ستایند.

## نگارخانه

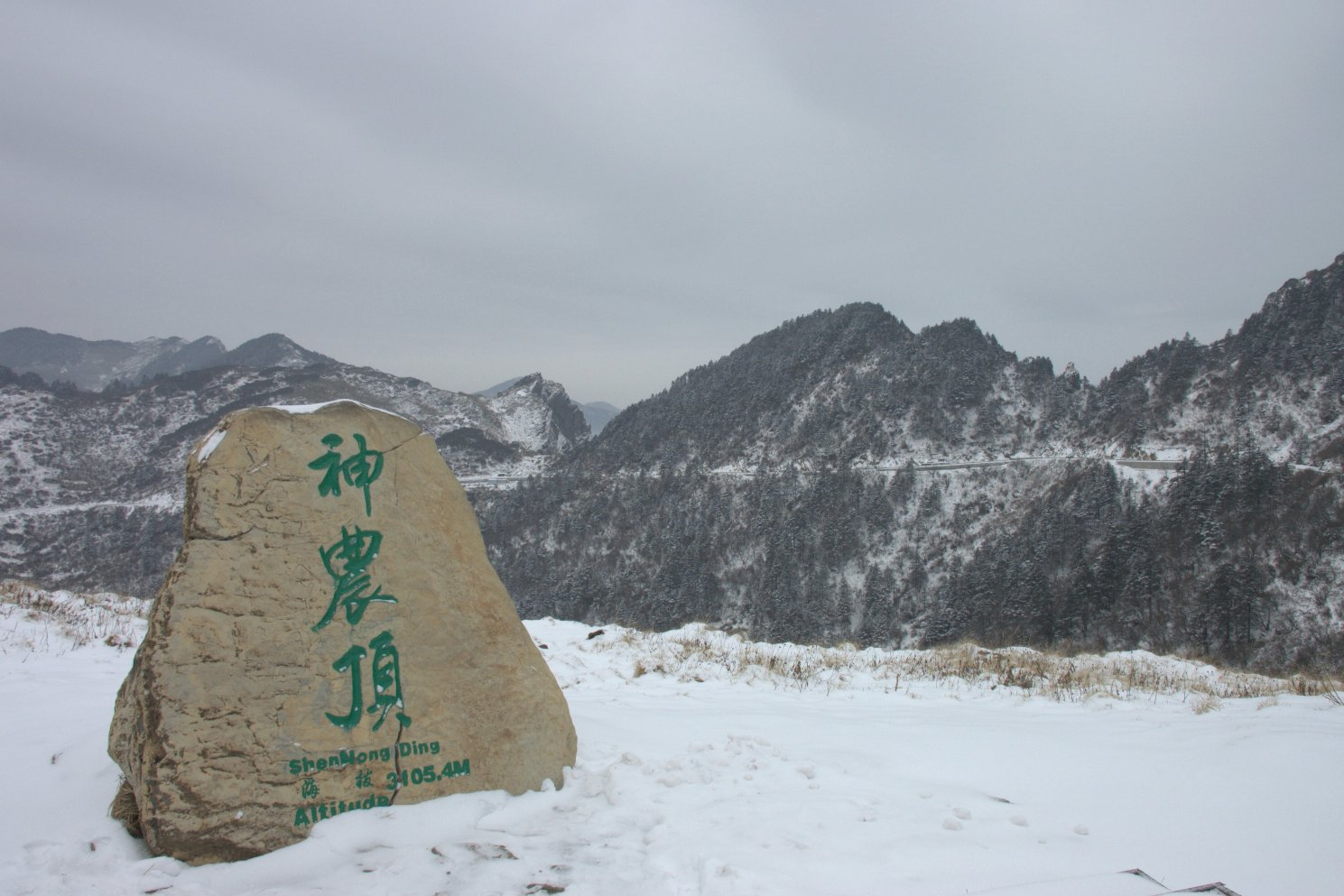
Shennongding: "قله Shennong"، مربوط به این داستان است که Shennong نردبانی داشت که از آن برای بالا و پایین رفتن از کوه استفاده می‌کرد و بعداً به جنگل محلی تبدیل شد.
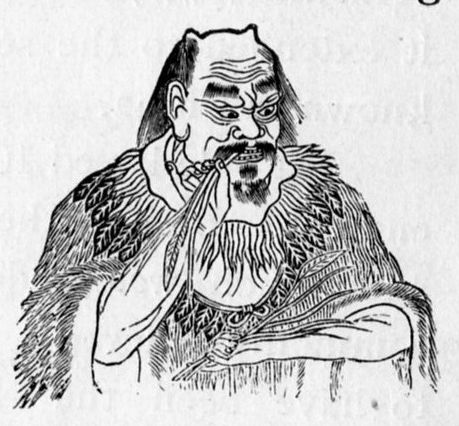
Shennong گیاهان مزه را برای آزمایش کیفیت آنها بر روی خود.
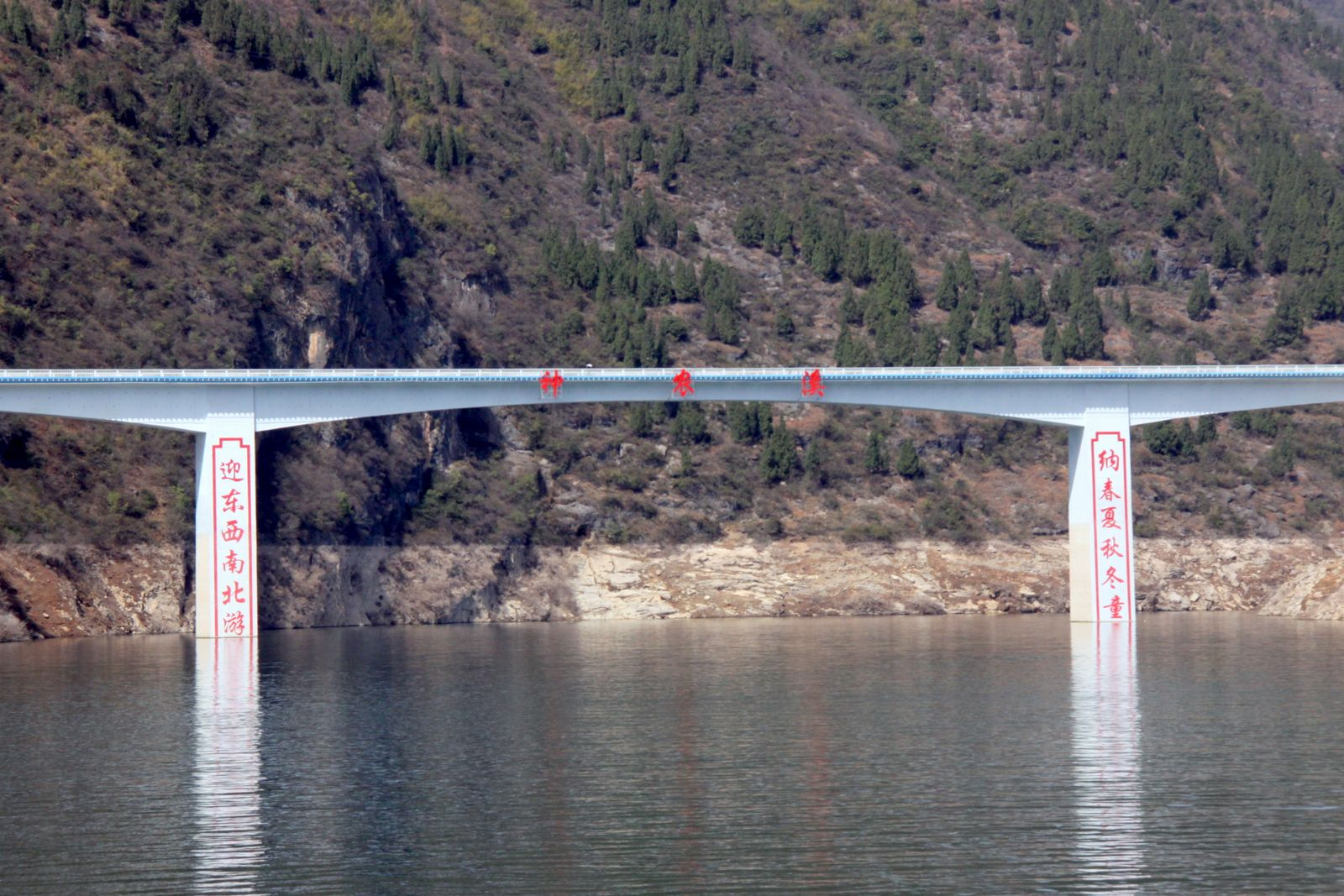
پل Shennongxi در نزدیکی تلاقی آن با رودخانه یانگ تسه.
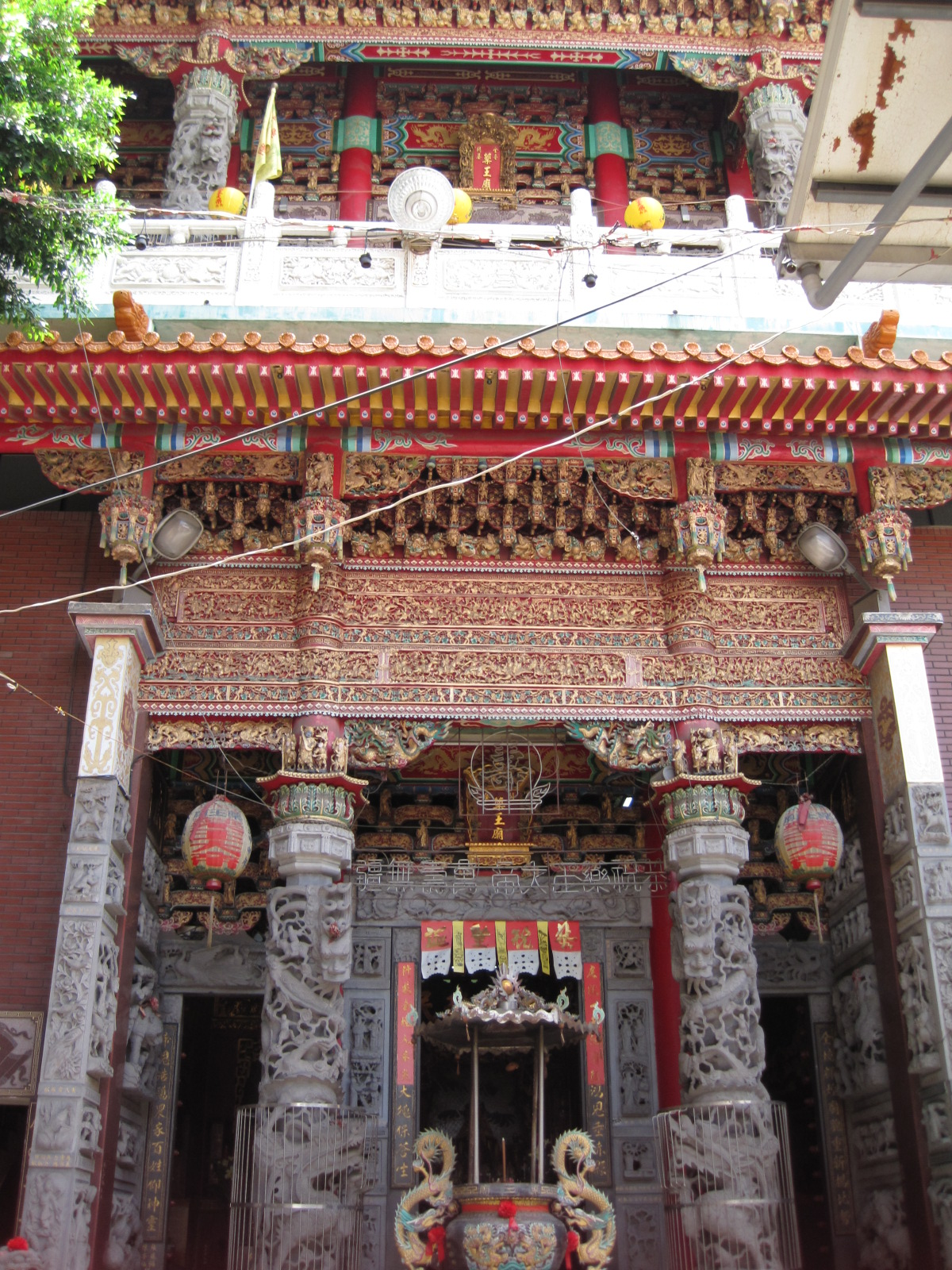